# Premio Martín de Azpilicueta
El Instituto Navarro de Administración Pública convocaba anualmente, desde 2004, este premio que lleva el nombre del doctor Martín de Azpilicueta para promocionar los estudios y publicaciones sobre aspectos que interesen, en general, a las Administraciones Públicas de Navarra y sobre materias relacionadas con la actividad del sector público.
Hasta 2012 el premio ha estado destinado a distinguir los mejores trabajos de carácter general que concurran a la convocatoria en las siguientes materias:
a) Instituciones y ordenamiento de la Comunidad Foral de Navarra.
b) Derecho Civil Foral de Navarra.
c) Gestión de los recursos humanos, aplicaciones sociológicas modernización y mejora de la calidad de las Administraciones Públicas de Navarra y racionalización del sector público.
d) Política económica, en temas relacionados con la economía, hacienda, presupuestos y contabilidad pública.
e) Política territorial y ambiental, en temas que guarden relación con la ordenación del territorio, urbanismo, vivienda, medio ambiente, desarrollo rural y zonas de montaña, montes, obras públicas, transportes u otros sectores análogos.
En la convocatoria de 2012 se han variado parcialmente las materias:
a) Organización de las Administraciones Públicas y sector público de Navarra, teniendo en cuenta el marco de la Unión Europea.
b) Modernización, racionalización, incorporación nuevas tecnologías y mejora del funcionamiento de las administraciones públicas y del sector público de Navarra.
c) Gestión de los recursos humanos en el ámbito público: evaluación del desempeño, carrera profesional, capacitación, motivación, etc.
d) Evaluación, diagnóstico y propuesta de políticas de desarrollo tanto en el ámbito de la cohesión económica y social, territorial, como de la sostenibilidad ambiental, energética y clima.
e) Temas relacionados con el Buen Gobierno, Derecho, Economía, Sociología o cualquier otra materia, que aporten ideas que contribuyan a la mejora de la gestión pública.
Pueden participar personas individuales y equipos de trabajo de nacionalidad de los Estados miembros de la Unión Europea. Los trabajos deben presentarse anónimamente bajo plica. El premio hasta 2011 ha estado dotado con 12.000 euros y en su caso con un accésit de 6.000 euros; la convocatoria de 2012 a causa de los recortes presupuestarios ha rebajado la dotación a 7.000 y 3.000 euros, respectivamente. La concesión se realiza por el Consejero de Presidencia, Justicia e Interior del Gobierno de Navarra a propuesta de un jurado. El Instituto Navarro de Administración Pública se reserva el derecho a editar los trabajos premiados.
En los años siguientes, debido a los recortes presupuestarios por la crisis económica, no se ha convocado el premio.

## Premiados
Hasta el presente se han concedido los siguientes premios:
- Año 2004. I Premio desierto. Accésit: Mercedes Galán Lorda y Amparo Zubiri Jaurrieta por "Estudio histórico-Jurídico de los términos faceros de la Merindad de Pamplona".
- Año 2005. II Premio desierto.
- Año 2006. III Premio desierto.
- Año 2007. IV Premio: Francisco Javier Arcelus, Pablo Arocena, Fermín Cabasés y Pedro Pascual por "La estimación de la eficiencia económica de los municipios de Navarra y sus factores determinantes: implicaciones para la mejora de la gestión del sector local".
- Año 2008. V Premio desierto.
- Año 2009. VI Premio: Juan Cruz Alli Aranguren por "Los convenios económicos entre Navarra y el Estado. De la soberanía a la autonomía armonizada". Accésit: Daniel Martínez Aguado por "Itinerarios educativos de práctica física en el sistema deportivo local educativo del municipio navarro de Clepsidra".
- Año 2010. VII Premio: Miguel José Izu Belloso por "El régimen jurídico de los símbolos de Navarra". Accésit: María Ángeles Jiménez Riesco, por "La construcción de una ciudad: ensanches y política municipal de vivienda (Pamplona, 1885-1936)".
- Año 2011. VIII Premio desierto.
- Año 2012. IX Premio desierto. Accésit: Foro para la Sostenibilidad de Navarra por "Participación Ciudadana y Políticas Públicas. Procesos participativos para la elaboración de Planes y Programas".

- Datos: Q118450